# 橋本定寿
橋本 定寿（はしもと さだひさ、1890年〈明治23年〉10月3日 - 1967年〈昭和42年〉12月30日）は、大日本帝国陸軍軍人。最終階級は陸軍少将。旧姓は茨木。功四級。

## 経歴
1890年（明治23年）に千葉県で生まれた。陸軍士官学校第26期卒業。1940年（昭和15年）8月1日に陸軍輜重兵大佐進級と同時に陸軍自動車学校教官に着任。1941年（昭和16年）8月に陸軍機甲整備学校研究部主事に転じ、1943年（昭和18年）10月29日に久留米第二陸軍予備士官学校長に就任した。同年12月15日に野戦船舶本廠附となり、1944年（昭和19年）10月31日に船舶整備教育隊長に就任した。
1945年（昭和20年）3月19日に第16船舶団長（船舶司令部・東京船舶隊）に就任し、6月10日に陸軍少将に進級して終戦となった。
1947年（昭和22年）11月28日、公職追放仮指定を受けた。